# Break O’Day River
Der Break O’Day River ist ein Fluss im Nordosten des australischen Bundesstaates Tasmanien.

## Geografie

### Flusslauf
Der rund 30 Kilometer lange Fluss entspringt auf den Break O’Day Plains, etwa drei Kilometer südlich von St. Marys, unweit der Ostküste Tasmaniens. Von dort fließt er entlang dem Esk Highway (A4) nach Westen und mündet rund zweieinhalb Kilometer nördlich von Fingal in den South Esk River.

### Nebenflüsse mit Mündungshöhen
- Lightwood Rivulet – 247 m
- Micks Creek – 240 m
- Ransom Creek – 239 m
- Cardiff Creek – 238 m[1]